# Conala tijucata
Conala tijucata är en insektsart som beskrevs av Kramer 1963. Conala tijucata ingår i släktet Conala och familjen dvärgstritar. Inga underarter finns listade i Catalogue of Life.